# Niphona rondoni
Niphona rondoni är en skalbaggsart som beskrevs av Stefan von Breuning 1962. Niphona rondoni ingår i släktet Niphona och familjen långhorningar.
Artens utbredningsområde är Laos. Inga underarter finns listade i Catalogue of Life.